# Gaspar de Vigodet
Gaspar de Vigodet (connu également sous le nom de Gaspar de Bigodet) né en 1747 à Sarria de Barcelone et mort en 1834 à Madrid était un militaire espagnol d'origine française, dernier gouverneur royal de Montevideo.

## Biographie
Il participe au grand Siège de Gibraltar en 1783 et à la Guerre des Pyrénées en 1793, où il est promu maréchal de camp.
Il commande une division aux batailles perdues d'Almonacid et Ocana (1809).
À la fin de 1811, il est nommé gouverneur de Montevideo avec pour ordre d'arrêter l'avancée des forces rebelles indépendantistes du Río de la Plata. En octobre 1812, toute la bande orientale est sous le contrôle des rebelles, à l'exception de la ville de Montevideo assiégée. Le 31 décembre, Vigodet rompt l'encerclement, mais est défait à la bataille du Cerrito.
Approvisionnée par mer, la ville a tenu jusqu'au 17 mai 1814 quand les victoires navales de l'amiral William Brown eurent coupé la route des approvisionnements et confronté la ville à la famine. En juillet, Vigodet fut obligé de livrer Montevideo au général Carlos María de Alvear.
Il se réfugie quelque temps à Río de Janeiro, puis retourne en Espagne où il est nommé à la capitainerie générale de l'Andalousie en 1814 puis de la Nouvelle-Castille en 1820. Il est membre de la Régence libérale pendant le Trienio Liberal mais doit s'exiler en France après la restauration absolutiste.

## Source
- (es) Cet article est partiellement ou en totalité issu de l’article de Wikipédia en espagnol intitulé « Gaspar de Vigodet » (voir la liste des auteurs).

- (en) Cet article est partiellement ou en totalité issu de l’article de Wikipédia en anglais intitulé « Gaspar de Vigodet » (voir la liste des auteurs).